# Unonopsis storkii
Unonopsis storkii är en kirimojaväxtart som beskrevs av Paul Carpenter Standley och Louis Otho Otto Williams. Unonopsis storkii ingår i släktet Unonopsis och familjen kirimojaväxter. Inga underarter finns listade i Catalogue of Life.